# Fô-Bourè
Fô-Bourè est l'un des quatre arrondissements de la commune de Sinendé dans le département du Borgou au Bénin.

## Géographie

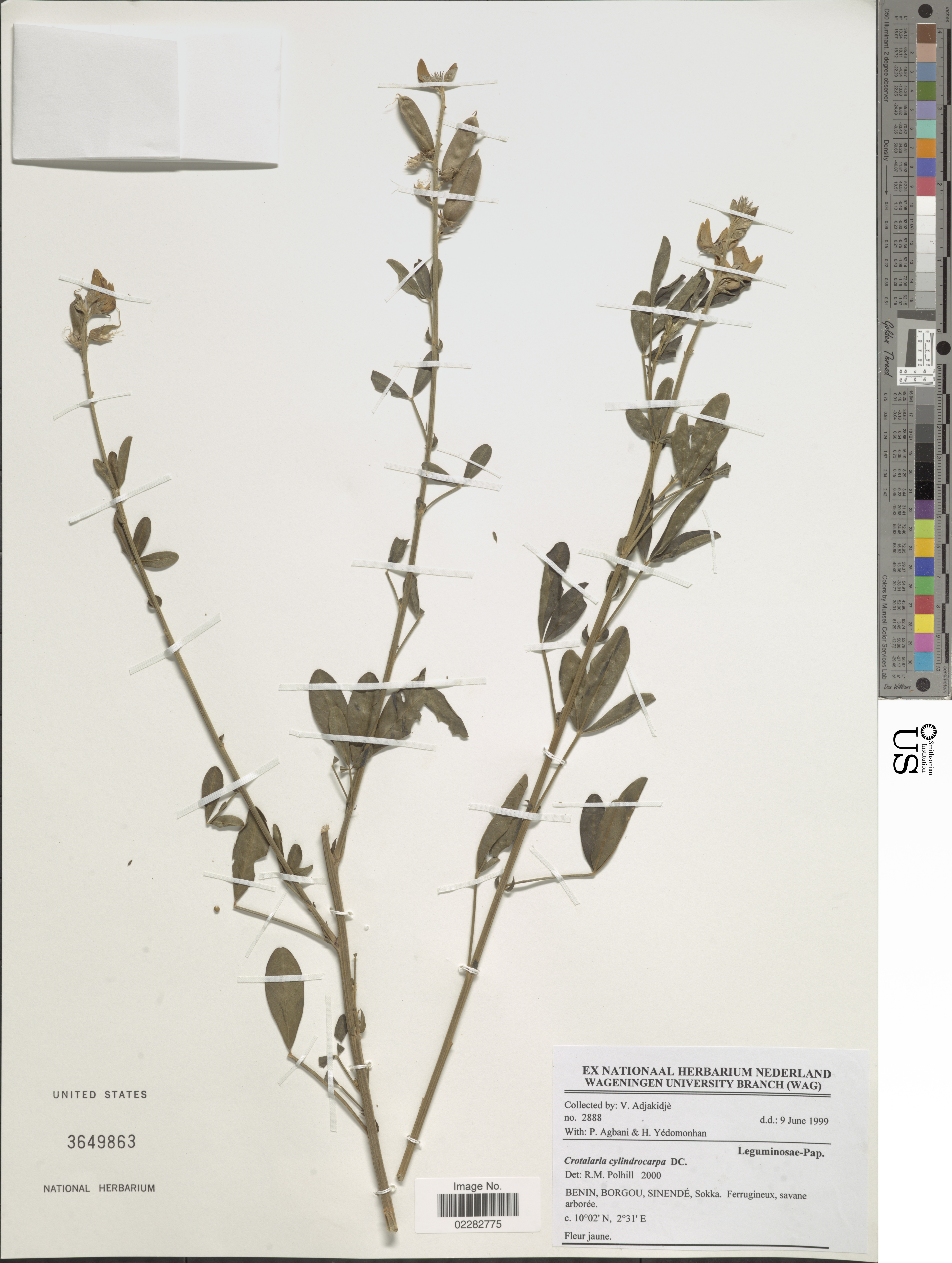
Spécimen de Crotalaria cylindrocarpa récolté à Sokka.

L'arrondissement de Fô-Bourè est situé au nord-est du Bénin et compte 8 villages que sont Fo Bouko I, Narerou, Fo Boure, Fo-Boure-peulh, Sakarou, Serou, Sokka et Toume.

## Démographie
Selon le recensement de la population de 2013 conduit par l'Institut national de la statistique et de l'analyse économique (INSAE), Fô-Bourè compte 15268 habitants  .